# Aeropuerto de Sioux Lookout
El Aeropuerto de Sioux Lookout (del inglés: Sioux Lookout Airport) (IATA: YXL, OACI: CYXL) es un aeropuerto regional en Sioux Lookout, Ontario, Canadá. Este aeropuerto fue inaugurado en 1933 que era en esa época, el segundo más ocupado de América del Norte después del Aeropuerto Internacional Chicago-O'Hare. Hoy sirve como un pequeño hub para facilitar el viaje desde y hacia todas las comunidades en al norte de Ontario.
Este aeropuerto es clasificado por NAV CANADA como un aeropuerto de entrada y es servido por la Canada Border Services Agency. Los oficiales de CBSA pueden atender aviones de hasta 15 pasajeros.

## Aerolíneas y destinos
- Bearskin Airlines
  - Dryden / Aeropuerto Regional de Dryden
  - Kenora / Aeropuerto de Kenora
  - Red Lake / Aeropuerto de Red Lake
  - Thunder Bay / Aeropuerto Internacional de Thunder Bay
  - Winnipeg / Aeropuerto Internacional de Winnipeg-Armstrong
- Wasaya Airways
  - Thunder Bay / Aeropuerto Internacional de Thunder Bay